# Salsola somalensis
Salsola somalensis är en amarantväxtart som beskrevs av Nicholas Edward Brown. Salsola somalensis ingår i släktet sodaörter, och familjen amarantväxter. Inga underarter finns listade i Catalogue of Life.